# Legea inducției electromagnetice

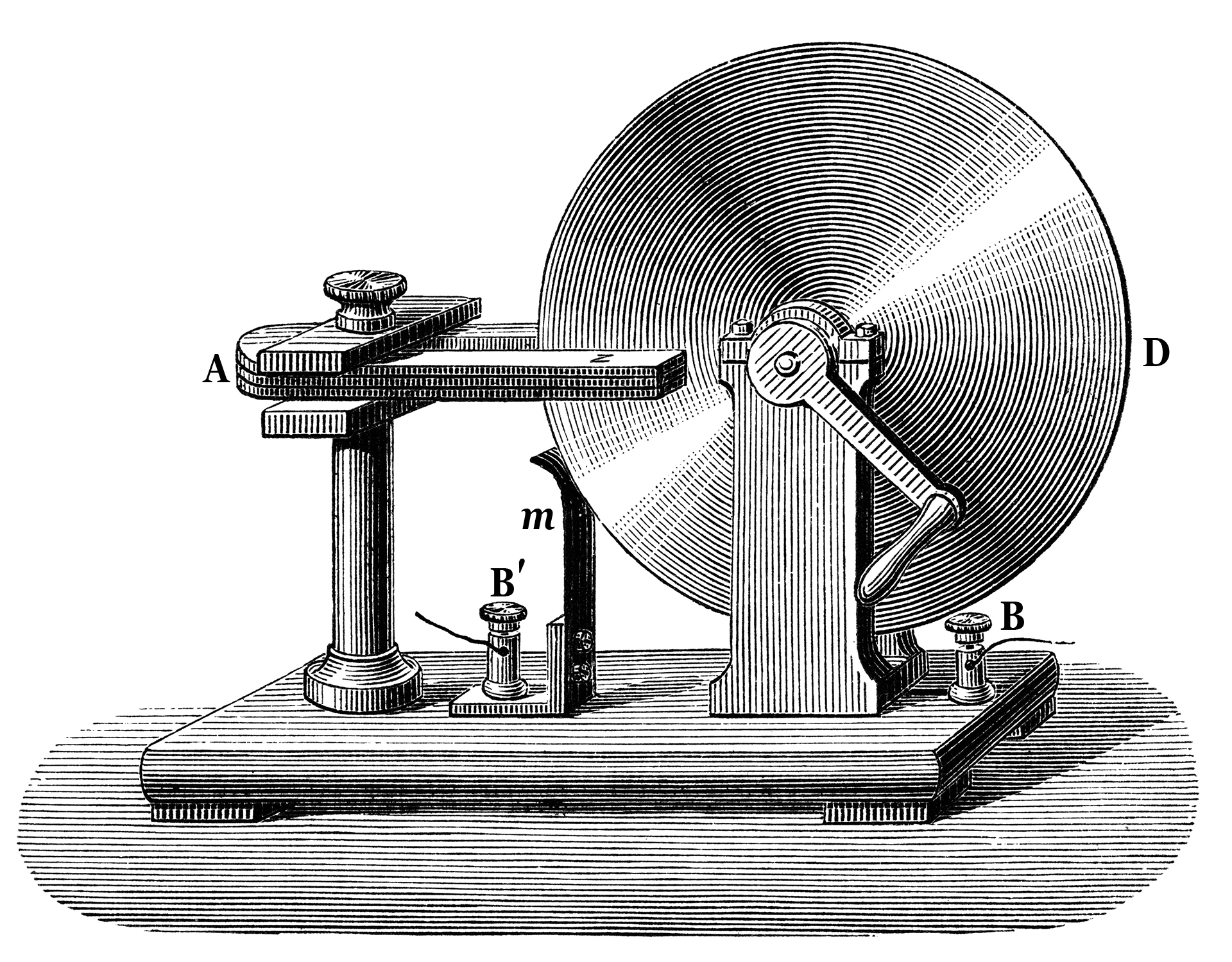
Discul lui Farday, inventat de Michael Faraday în 1831, unul dintre primele generatoare de curent și care ilustrează practic legea enunțată de marele fizician

Legea inducției electromagnetice  formulată în 1831 de Faraday este una din cele mai importante legi ale electromagnetismului.
Fenomenul numit inducție electromagnetică constă în apariția tensiunii electromotoare induse de un flux magnetic variabil în timp. Acest fenomen permite conversia diferitelor forme de energie în energie electrică.
Enunțul acestei legi este: Tensiunea electromotoare indusă pe o curbă închisă (Γ) este egală cu minus viteza de variație în timp a fluxului magnetic prin orice suprafață deschisă mărginită de curba închisă (Γ). Exprimarea sa printr-o formulă este:
{\displaystyle {\mathcal {E}}=-{{d\Phi _{\mathrm {B} }} \over dt}\ } ,
unde {\displaystyle {\mathcal {E}}} este tensiunea electromotoare (EMF) și ΦB este fluxul magnetic. Sensul forței electromotoare este dat de legea lui Lenz. Această versiune a legii lui Faraday se referă strict doar la un circuit închis format dintr-o spiră infinită și nu este valabilă în toate circumstanțele. Forma modificată, generalizată, numită ecuația Maxwell-Faraday este validă în orice condiții.

## Baze experimentale
Michael Faraday a demonstrat experimental apariția tensiunii electromotoare prin mișcarea unui magnet față de o bobină sau reciproc.

## Formulări
Legea inducției electromagnetice se poate exprima atât într-o formă globală cât și în una locală.

### Forma globală (integrală)
{\displaystyle U_{i}=\oint _{\Gamma }{\vec {E}}\cdot d{\vec {r}}=\iint _{S_{\Gamma }}(\nabla \times {\vec {E}})\cdot {\vec {n}}\;d\!{\mathit {A}}} (tensiunea electromotoare de inducție)
{\displaystyle \Phi _{mag(S_{\Gamma })}=\iint _{S_{\Gamma }}{\vec {B}}\cdot {\vec {n}}\;d\!{\mathit {A}}} (fluxul magnetic prin suprafața {\displaystyle S_{\Gamma }\;})
{\displaystyle U_{i}=-{\frac {d\Phi _{mag}}{dt}}\;\Rightarrow \;\oint _{\Gamma }{\vec {E}}\cdot d{\vec {r}}=-{\frac {d}{dt}}\iint _{S_{\Gamma }}{\vec {B}}\cdot {\vec {n}}d\!A.}

### Forma locală (diferențială)
{\displaystyle \nabla \times {\vec {E}}=-{\frac {\partial {\vec {B}}}{\partial t}}}
Un câmp magnetic variabil poate genera un câmp electric sinusoidal {\displaystyle \left(\nabla \times {\vec {E}}\neq 0\right),} pentru care liniile de câmp se închid.
Consecință: din definiția produsului vectorial {\displaystyle {\vec {E}}\perp {\vec {B}}.}

## Consecințe
1. În regim staționar, tensiunea electrică nu depinde de curba de integrare, ci doar de extremități.
2. Liniile câmpului electric sunt normale (perpendiculare) pe suprafețele echipotențiale.
3. Conductoarele sunt echipotențiale => Liniile de câmp electric (E sau D) sunt normale pe suprafețele conductoarelor.
4. Apar curenții turbionari. Aceștia sunt curenți induși într-un conductor masiv ce produc un câmp electromagnetic indus ce se opune câmpului – sursă. Efecte negative ale curenților sunt pierderi suplimentare de putere activă în piesele conductoare.

## Aplicații

### Generatorul electric
Un motor electric poate functiona si ca generator electric convertind energie cinetică mecanică în energia cinetică a particulelor electrizate si anume curent electric.

### Transformatorul electric
Transformatorul electric este un aparat  care transferă energie electrică dintr-un circuit electric (primarul transformatorului) în altul (secundarul transformatorului), funcționând pe baza fenomenului inducției electromagnetice. Un curent alternativ care străbate înfășurarea primară produce un câmp magnetic variabil în miezul magnetic al transformatorului, acesta la rândul lui producând o tensiune electrică alternativă în înfășurarea secundară.

### Debitmetrul electromagnetic
Debitmetrul electromagnetic permite măsurarea debitului de curgere datorită tensiunii electromotoare produse de un fluid conductor electric în mișcare.